# Sven-Erik Weilar
Sven-Erik Weilar, född Mattsson 10 november 1932 i Ljusne, död 10 december 2007 i Skara, var en svensk skådespelare och präst. 

## Biografi
Weilar var son till flottningsarbetaren Karl Erik Bertil Mattsson och hans hustru Anna Linnea, född Rissell. Han debuterade 1952 som Leonce i Georg Büchners Leonce och Lena på Teatern i Gamla stan. Sedan turnerade han med Riksteatern innan han 1954 antogs vid Dramatens elevskola i samma årskull som Bibi Andersson, Mona Malm, Gunilla Poppe, Gun Jönsson, Elisabeth Liljenroth, Berit Lindjo, Claes-Håkan Westergren, Björn Gustafson och Lars Lind. Senare omskolade han sig till präst.
Han var gift med Gunvor, född Larsson, fram till 1975. Tillsammans hade de en son, Daniel, tidigare VD på Nyheter24. I ett tidigare äktenskap hade hon två barn, Theresa och entreprenören Douglas Roos.

## Filmografi
| År   | Roll                       | Produktion                   | Noter              |
| ---- | -------------------------- | ---------------------------- | ------------------ |
| 1953 | Dansande vid vägskälet     | Vägen till Klockrike         |                    |
| 1955 | Fortinbras, prins av Norge | Hamlet                       | TV-teater          |
| 1956 | Gregor                     | Kärlek                       | TV-teater          |
| 1964 | Greven av Warwick          | Henrik IV (Henry the Fourth) | TV-teater          |
| 1990 | Pastor Ahlenius            | Kära farmor                  | TV-serie Avsnitt 4 |

## Teater

### Roller
| År   | Roll                                                                           | Produktion                                                              | Regi               | Teater                        |
| ---- | ------------------------------------------------------------------------------ | ----------------------------------------------------------------------- | ------------------ | ----------------------------- |
| 1952 | Leonce                                                                         | Leonce och Lena (Leonce und Lena) Georg Büchner                         | Bengt Lagerkvist   | Teatern i Gamla stan          |
| 1953 |                                                                                | Änglavakt (La Cuisine des anges) Albert Husson                          | Sandro Malmquist   | Riksteatern                   |
| 1953 |                                                                                | Skärgårdsflirt Gideon Wahlberg                                          | Gösta Jonsson      | Vanadislundens friluftsteater |
| 1954 |                                                                                | Farligt uppdrag (Seagulls over Sorrento) Hugh Hastings                  | Keve Hjelm         | Riksteatern                   |
| 1956 | Demetrius                                                                      | En midsommarnattsdröm (A Midsummer Night's Dream) William Shakespeare   | Alf Sjöberg        | Kungliga Operan/ Dramaten     |
| 1958 |                                                                                | Spöket på Canterville Oscar Wilde                                       | Åke Edin           | Riksteatern                   |
| 1959 |                                                                                | Mäster Olof August Strindberg                                           | Sandro Malmquist   | Riksteatern                   |
| 1967 | Herr Scarron                                                                   | Byxorna (Die Hose) Carl Sternheim                                       | Per Sjöstrand      | Helsingborgs stadsteater      |
| 1968 | Andre läkaren Bonden Flyktingen Utpressaren Förste storbonden Förste advokaten | Den kaukasiska kritcirkeln (Der kaukasische Kreidekreis) Bertolt Brecht | Håkan Ersgård      | Helsingborgs stadsteater      |
| 1968 | Bovspionen                                                                     | Fantastiska familjen Per Sjöstrand                                      | Per Sjöstrand      | Helsingborgs stadsteater      |
| 1968 | Nämndemannen                                                                   | Din stund på jorden Vilhelm Moberg                                      | Per Sjöstrand      | Helsingborgs stadsteater      |
| 1968 |                                                                                | Kung Ubu (Ubu-roi) Alfred Jarry                                         | Lars Göran Carlson | Helsingborgs stadsteater      |

## Radioteater
| År   | Roll      | Produktion                                        | Regi           |
| ---- | --------- | ------------------------------------------------- | -------------- |
| 1956 | En friare | Det var en gång (Der var engang) Holger Drachmann | Helge Hagerman |